# Danaidák

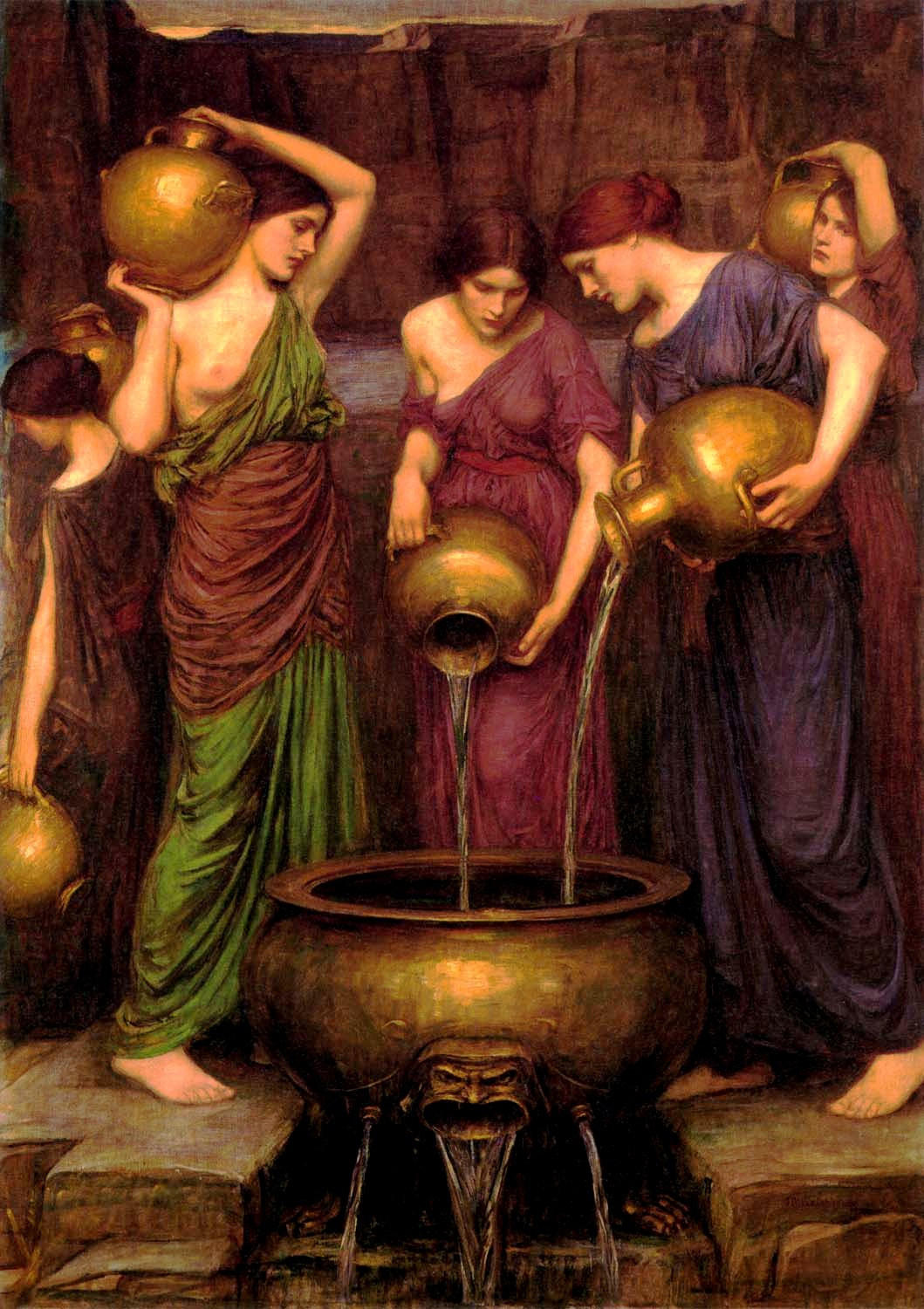
Danaidák, John William Waterhouse olajfestménye, 1903

Danaidák (görögül: Δαναἲδες) a görög mitológiában Danaosz király ötven leánya. Unokafivéreik, az őket szerelmükkel üldöző ötven Aigüptosz-fiú elől apjukkal Argoszba menekültek. Itt utolérték őket az Aigüptosz-fiak, és Danaosz, engedve a kényszernek, beleegyezett a házasságokba, és kisorsolta a leányokat a kérőknek. Majd tőröket osztott szét közöttük azzal a paranccsal, hogy a nászéjszakán öljék meg alvó férjüket. Valamennyien engedelmeskedtek a parancsnak, az egy Hüpermnésztra kivételével. Ezután Danaosz atlétikai versenyeket rendezett, s leányait jutalomból hozzáadta a verseny egy-egy győzteséhez. Később a danaidákat és apjukat Hüpermnésztra férje, Lünkeusz megölte, így torolta meg fivérei halálát. Tettükért a danaidák az alvilágban azzal lakolnak, hogy örökkön-örökké vizet kell hordaniuk egy lyukas hordóba.
A történet nagyon hasonló a hettita Calpa-szöveg első részében fennmaradt regéhez.

## A Danaidák a művészetben
- Antonio Salieri: Les Danaïdes francia nyelvű operája, 1784
- Babits Mihály: A danaidák
- Szabó Magda (2014): A Danaida. Európa Könyvkiadó, Budapest (első kiadás: 1964)